# Rue de la Lormerie
La rue de la Lormerie est une ancienne rue qui était située dans l'ancien 6e arrondissement de Paris, dont l'emplacement n'est pas déterminé.

## Origine du nom
Peut-être les lormiers, venus de l'île de la Cité, s'y étaient-ils établis. La lormerie est la fabrication de petits objets en fer,

## Situation
La situation exacte de cette voie n'est pas connue.

## Historique
Citée dans Le Dit des rues de Paris, de Guillot de Paris, la « rue de la Lormerie » est indiquée comme allant de la rue de la Hiaumerie à la rue de la Basennerie.
Les historiens s'interrogent sur l'emplacement de cette rue qui n'existe plus :
- pour Edgar Mareuse, il s'agit probablement de l'impasse du Chat-Blanc ;
- Jean de La Tynna suppose qu'il pourrait s'agir de la rue des Écrivains ;
- l'abbé Lebeuf pense que Guillot de Paris voulait désigner la rue des Écrivains ou le cul-de-sac du Chat-Blanc ;
- Jean-Baptiste Michel Jaillot croit que le cul-de-sac de la Heaumerie convient mieux ;
- Hercule Géraud n'est pas de l'avis de Jaillot. Il indique que Guillot de Paris dit expressément, à la fin de son poème, qu'il a exclu les culs-de-sac. Il lui parait plus plausible qu'il s'agisse d'une partie de la rue des Écrivains, l'extrémité orientale de cette rue portant alors le nom de « rue Pierre-au-Let ». Hercule Géraud ajoute « c'est la seule rue de ce quartier qui ne soit pas nommée dans notre manuscrit et dans le rôle de 1313, qui contiennent du reste tous les noms donnée par Guillot de Paris, à l'exception de la rue de la Lormerie » ;
- Béraud et Dufey émettent deux suppositions. Soit il s'agit de la rue des Écrivains, soit il s'agit d'une rue qui portait, en 1498, le nom de « rue Guichard-le-Blanc », suivant un titre du prieuré de Saint-Éloi — devenue l'impasse du Chat-Blanc —, lequel avait son entrée par la rue Saint-Jacques-la-Boucherie.